# Isla Luoxi
La isla Luoxi ({´zh|c=洛溪岛}}) es una isla en la ciudad de Dashi (en chino: 大石镇), en Panyu, Guangzhou, provincia de Cantón, República Popular de China. Está situada al noreste de la isla Nanpu (南浦岛), al sur de la isla de Haizhu y al oeste de la isla Xiaoguwei (小谷围岛). Posee unos 9,85 kilómetros cuadrados. Está conectada a la parte urbana de Guangzhou por el puente Luoxi. (洛溪大桥), el puente Xinguang (新光大桥) y el puente Panyu (e番禺大桥).